# Plikiai
Plikiai (německy Plicken, žemaitsky Plėkē) je městys v okrese Klaipėda v západní části Litvy, v severovýchodní části bývalé Malé Litvy, v Klaipėdském kraji.
Městečko leží 11 km na severoseverozápad od okresního města Gargždai. Prochází jím silnice č. 217 Klaipėda – Klemiškės – Jokūbavas, z ní zde odbočují cesty směrem severozápadním na Kretingalė, směrem jihovýchodním na Smilgynai, směrem východním na Medikiai, směrem severním na Vytaučiai. Městečkem protéká od východu k západu řeka Eketė.
Je zde dřevěný katolický kostel Svaté rodiny – Ježíše, Marie a Josefa (postavený roku 1932), evangelický luteránský kostel (postavený roku 1896), desetiletá základní škola, veřejná knihovna Jona Lankutise, poliklinika, pošta (PSČ je LT-96014), kulturní dům, několik prodejen. Největší podnik v městečku je „Sakuona“ Plikiai s.r.o., vyrábí nábytek a součásti interiérového designu, má kolem 370 zaměstnanců.
Před II. světovou válkou tudy procházela státní hranice a přes městečko vedla dnes již neexistující odbočka úzkorozchodné trati (Klaipėda) – Klemiškės – Plikiai). Trať od roku 1904 obhospodařovala firma Memeler Kleinbahn-AG.